# Naissance en 1242
Naissance
- 1238
- 1239
- 1240
- 1241
- 1242
- 1243
- 1244
- 1245
- 1246

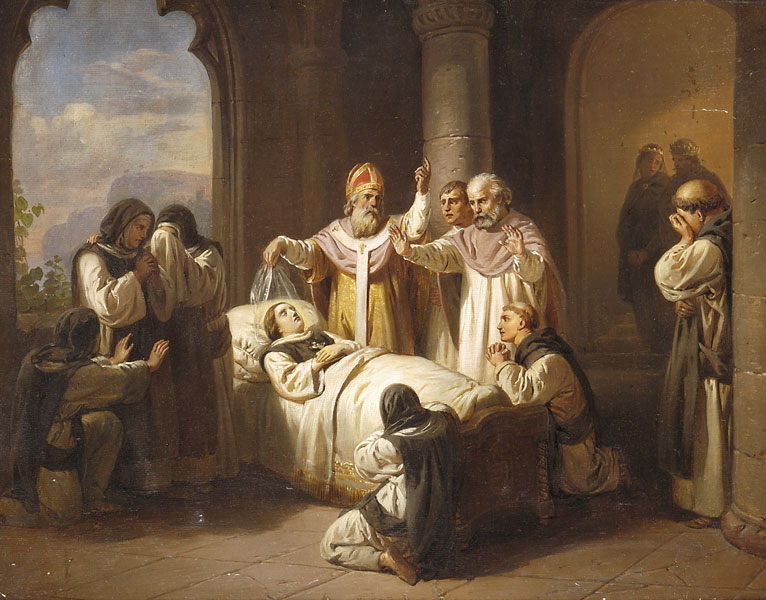
Mort de Marguerite de Hongrie, née en 1242.

Cette page dresse une liste de personnalités nées au cours de l'année 1242 :
- 27 janvier : Marguerite de Hongrie, princesse hongroise et moniale dominicaine.
- 2 mars : Isabelle de France, reine de Navarre, comtesse de Champagne et fille de roi de France.
- 7 avril : Nûruddîn Abdurrahmân Isfarâyinî, mystique soufi.
- 25 juin : Béatrice d'Angleterre, fille du roi Henri III d'Angleterre, future duchesse de Bretagne après son mariage avec le duc Jean II de Bretagne.
- 15 décembre : Prince Munetaka, sixième shōgun du shogunat de Kamakura.

- Béatrice de Castille, reine de Portugal par son mariage.
- Étienne Ier Kotroman, ban de Bosnie.
- Georges Pachymère, homme d’Église, juge et professeur de droit, ainsi qu’écrivain et historien byzantin.
- Hōjō Tokimura, membre du  clan Hōjō est le neuvième rensho (assistant du shikken).

date incertaine (vers 1242)
- Jean de Brunswick-Lunebourg, duc de Brunswick et Lunebourg puis prince de Lunebourg.

## Crédit d'auteurs
- Cet article est partiellement ou en totalité issu de l'article intitulé « 1242 » (voir la liste des auteurs).